# Артыкбаев, Качкынбай
Качкынбай Артыкбаев (15 декабря 1934, Кепер-Арык, Сталинский район — 12 ноября 2009, Бишкек) — киргизский советский писатель. Народный писатель Кыргызской Республики (2006).

## Биография
Родился в семье колхозника.
В 1956 г. окончил филологический факультет КГУ.
Трудовую биографию начал заведующим отделом в редакции газеты «Ленинчил жаш».
С 1959 г. заведовал отделом критики и литературоведения журнала «АлаТоо», с 1964 — редакцией оригинальной художественной литературы издательства «Кыргызстан».
В 1966 г. защитил диссертацию на соискание ученой степени кандидата, а в 1985 г. — доктора филологических наук.
С 1967 г. — старший преподаватель, доцент, декан филологического факультета, заведующий кафедрой киргизской литературы КГУ им. 50-летия СССР.

## Научная деятельность
Автор 9 сборников стихов, 16 монографий, произведений художественной критики, 24 учебников, учебных пособий и учебных программ, опубликовал более 600 статей.
Являлся видным исследователем истории развития киргизской литературы с древних времен до настоящих дней, приложил много усилий для системного введения их в учебный процесс и популяризации, что нашло своё отражение в научных трудах — «Чалгын», «Изденүүлөр жана табылгалар», «Ар түрдүү издер», «Сын сапары», «Чыгармалар жана ойлор», «Мезгил элестери», «Тандалмалар», «Аалы Токомбаөвдин акындык чеберчилиги», «К.Маликовдүн чыгармачылыгы», «Жусуп Баласагын жана Махмүд Кашгардын мүрастары», «Акыйкат сабагы», «Талант сыры», «Аалы Токомбаев», «Жүсүп Баласагын тууралуу баян», «Бүтпөгөн күрөш баяны». Кроме того, он является основным автором учебников для средних школ «Биздин адабият», «Кыргыз адабияты» для учеников XI классов. Для студентов филологического факультета высших учебных заведений им был создан учебник «ХХ кылымдагы кыргыз адабиятынын тарыхы».
Под его руководством были подготовлены около 15 кандидатов наук. Многие его воспитанники успешно работают в редакциях газет, журналов, издательствах, в средних школах, высших учебных заведениях.

## Награды и звания
- Медаль «Данк» (2001)[2]
- Орден «Знак Почёта»
- Медаль «Ветеран труда»
- Народный писатель Кыргызской Республики (2006)[2]
- Заслуженный деятель культуры Кыргызской Республики (?)
- Государственная премия имени Токтогула в области науки и техники
- Почётный академик международной общественной академии Ч. Айтматова
- Отличник народного образования Кыргызской Республики
- Лауреат премии имени Ж. Баласагына
- Награждён Почётными грамотами ЦК ВЛКСМ и ЦК ЛКСМ Киргизии
- Почётный гражданин города Бишкек[3]